# ياسمين الريمي
ياسمين الريمي (من مواليد 26 نوفمبر 1985) هي رامية يمنية.  شاركت في حدث المسدس الهوائي 10 أمتار سيدات في دورة الألعاب الأولمبية الصيفية 2020. 